# Домановский сельсовет
Домановский сельсовет — упразднённая административная единица на территории Ивацевичского района Брестской области Белоруссии.

## История
24 августа 2022 года Домановский сельсовет упразднён. Земли упразднённого сельсовета с расположенными на них агрогородком Доманово, деревнями Вишнёвка, Добринево, Коханово включены в состав Бытенского сельсовета.

## Состав
Домановский сельсовет включает 4 населённых пункта:
- Вишневка — деревня.
- Добринево — деревня.
- Доманово — агрогородок.
- Коханово — деревня.

## Промышленность и сельское хозяйство
На территории сельсовета расположены:
- ОАО «Домановский ПТК»
- Сельскохозяйственное производственное управление «Доманово» УП «Брестоблгаз»
- Железнодорожная станция «Доманово»
- Домановское лесничество ГЛХУ «Ивацевичский лесхоз»
- Домановский участок электросетей Ивацевичского РЭС

## Социальная сфера
- ГУО «Домановская средняя школа»
- ГУО «Домановский детский сад».
- Домановская амбулатория врача общей практики, аптека
- Комплексный приёмный пункт (деревня Доманово)